# Мунир ел Хадади
Мунир Ел Хадади (на испански: Munir El Haddadi) е марокански футболист, който играе за Леганес.

## Биография и кариера
Мунир Ел Хадади е роден на 14 септември 1995 година.